# Through the lens

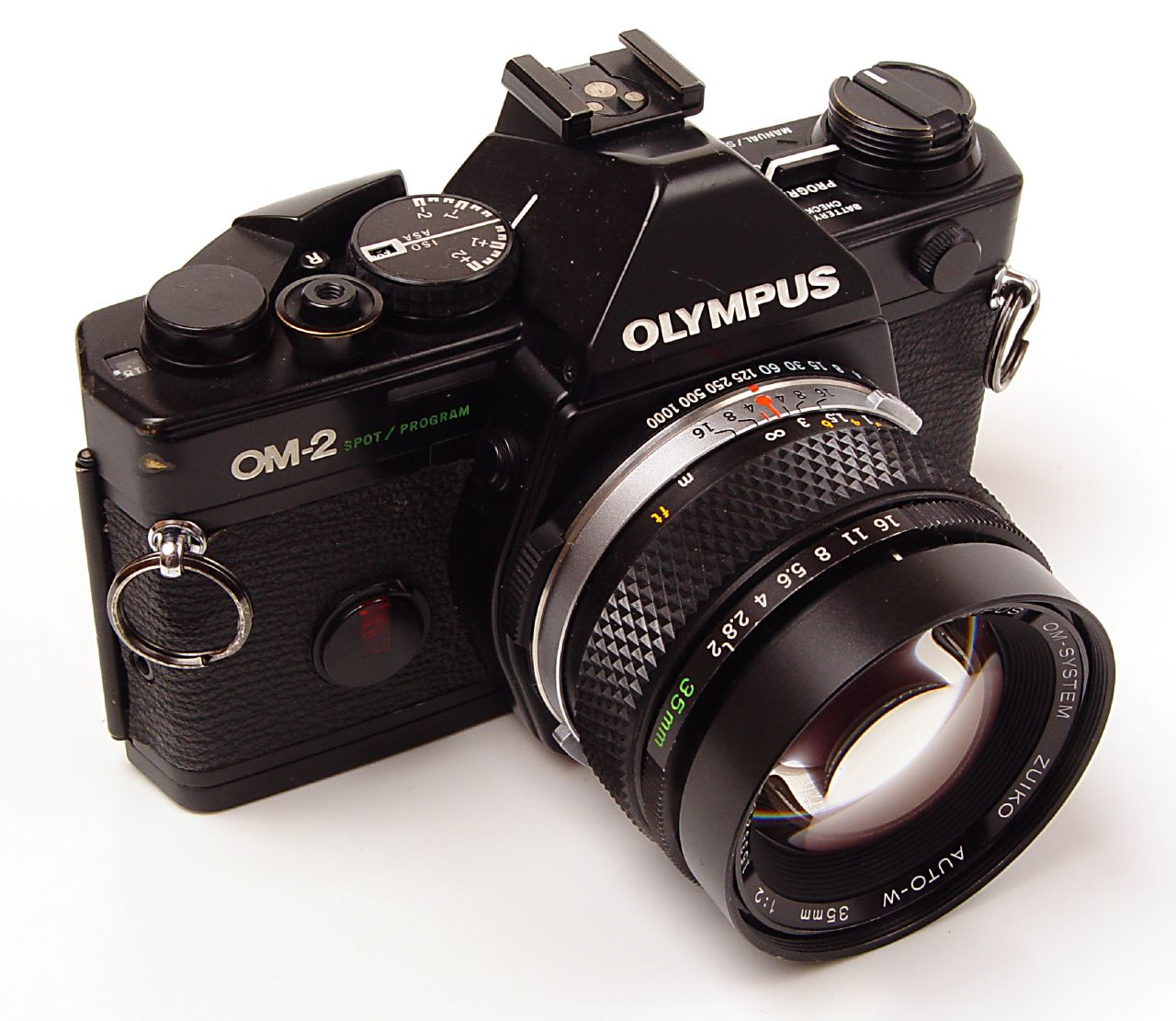
Olympus OM-2, primera cámara con TTL.

Through The Lens (TTL) —literalmente, en español, "a través del objetivo"— es una técnica de medición fotográfica (nivel de luz) realizada a través del objetivo de una cámara. El término se refiere generalmente al control de la cantidad de luz emitida por el flash midiendo la luz del mismo cuando vuelve al sensor del flash a través del objetivo de la cámara.
En TTL, la medición del flash se produce después de que el obturador se ha abierto —los sensores registran la cantidad de luz de flash creada que regresa a la cámara a través del objetivo y el flash se apaga automáticamente ("enfriamiento") cuando se ha producido una cantidad adecuada de luz—.